# Polzeath
Polzeath är en ort i Storbritannien.   Den ligger i grevskapet Cornwall och riksdelen England, i den södra delen av landet, 400 km väster om huvudstaden London. Polzeath ligger 5 meter över havet och antalet invånare är 1 449.
Terrängen runt Polzeath är platt. Havet är nära Polzeath åt nordväst. Runt Polzeath är det ganska tätbefolkat, med 70 invånare per kvadratkilometer. Närmaste större samhälle är Wadebridge, 8,1 km sydost om Polzeath. Trakten runt Polzeath består i huvudsak av gräsmarker.